# Gospodarica vampira
Gospodarica vampira je #44. obnovljene edicije Zlatne serije, koju je 2018. godine pokrenuo Veseli četvrtak. Sveska je izašla 26. januara 2023. godine i koštala 430 dinara (3,65 €, 4,12 $). Imala je ukupno 170 strana. Korice A nacrtao je Klaudio Vila 2019, a korice B Leonid Pilipović 2022. god.

## Originalna epizoda
Epizoda je objavljena premijerno u Italiji u dva nastavka u #701-702. redovne edicije pod nazivima La regine dei vampiri i Il tempio nella giungla. Sveske su izašle 7. marta i 6. aprila 2019. godine, respektivno. Epizodu je nacrtao Alesandro Boči, a scenario napisao Đanfranko Manfredi.

## Kratak sadržaj
"Čuvari", sekta obožavalaca astečkih bogova, pod vođstvom veštice Estli, napada strance, obično arheologe, koji pronalaze drevne meksičke artefakte da bi ih prodali ili odneli u muzeje. Dva arheologa, Kolson Balard i njegova ćerka Patriša, nestaju pod misterioznim okolnostima. Teks, Karson, Kit i Tiger polaze da ih pronađu, zajedno sa naučnikom egipatskog porekla Moriskom, a u tome im pomaže Don Rodrigo de La Oja, poznat kao Negromant, koji vodi mali privatni muzej. Da bi pronašli dvoje američkih arheologa, Teks i družina prvo moraju da odbiju napad misterioznih i smrtonosnih noćnih stvorenja, šišmiša-vampira, koje magijom vodi zla veštica, a potom da se zapute u srce džungle, zajedno sa grupom ruralesa, i sukobe se sa vešticom, šišmišima i pripadnicima njene fanatične sekte.

## Prethodna sveska
Prethodna sveska (#43) nosila je naslov Drimlend. Glavni junak je bio Mister No. Naredna sveska (#45) nosila je naziv Žena koja je živela u dva sveta iz serijala Priče iz baze "Drugde".